# Karen Gyldenstierne
Karen Gyldenstierne (18. juli 1544 på Iversnæs - 20. april 1613 på Stjernholm, Horsens) var en dansk adelsdame og godsejer til Boller Slot.

Hun foranstaltede ligeledes i årene 1575-1577 opførelsen af en ny kirke i Uth, hvor hun også ligger begravet i et særligt gravkapel sammen med sin ægtefælle og dennes første hustru.

## Familie og opvækst
Karen Gyldenstierne var datter af Anne Parsberg (1515- 3. september 1587) og Christoffer Gyldenstierne (død 1562). Hun voksede op på Iversnæs, Fyn som det ældste af syv børn. 

## Godsejer og herregårdsbyggeriet
Tekst mangler, hjælp os med at skrive teksten

## Troldomsproces
Tekst mangler, hjælp os med at skrive teksten

## Ægteskab og børn
Den 25. april 1568 blev hun gift med den 27 år ældre rigsråd Holger Rosenkrantz, hvormed hun kom et skridt nærmere til kong Frederik 2..